# Lac Doe
Pour les articles homonymes, voir Doe.
Le lac Doe (en anglais : Doe Lake) est un lac américain dans le comté de Tuolumne, en Californie. Il est situé à 2 801 mètres d'altitude au sein de la Yosemite Wilderness, dans le parc national de Yosemite.